# Binh biến Kerensky – Krasnov
Binh biến Kerensky – Krasnov là âm mưu của Aleksandr Kerensky nhằm đảo ngược Cách mạng Tháng Mười và giành lại chính quyền từ tay Đảng Bolshevik mà trước đó đã lật đổ ông ta ở Petrograd. Sự kiện này xảy ra vào giữa ngày 8 và 13 tháng 11 năm 1917 [lịch cũ 26 và 31 tháng 10].
Sau Cách mạng Tháng Mười, Kerensky tẩu thoát khỏi Petrograd, thành phố mà đã thất thủ trước lực lượng Xô viết Petrograd do Đảng Bolshevik lãnh đạo, và nướng náu ở Pskov, sở chỉ huy Phương diện quân Bắc. Tại đây, với sự giúp đỡ của Tướng Pyotr Krasnov, Kerensky đã chiêu mộ thành công 700 lính Cossack hòng tái chiếm thủ đô. Ở Petrograd, những thành phần thù địch Cách mạng Tháng Mười cũng đã mưu toan nổi dậy, dự định phối hợp với kế hoạch tiến quân về thủ đô của Kerensky.
Phe Xô viết nhanh chóng thiết lập phòng tuyến trên các ngọn đồi nằm về phía nam thành phố và đợi chờ cuộc tiến công sắp tới của Kerensky. Đụng độ trên Cao điểm Pulkovo đã kết thúc với cuộc triệt thoái của lực lượng Cossack và sự thất bại của binh biến Junker; Kerensky tháo chạy sau cuộc đàm phán giữa hai bên tham chiến vì ông ta lo sợ bị binh sĩ bán đứng và giao nộp cho phe Xô viết.

## Bối cảnh

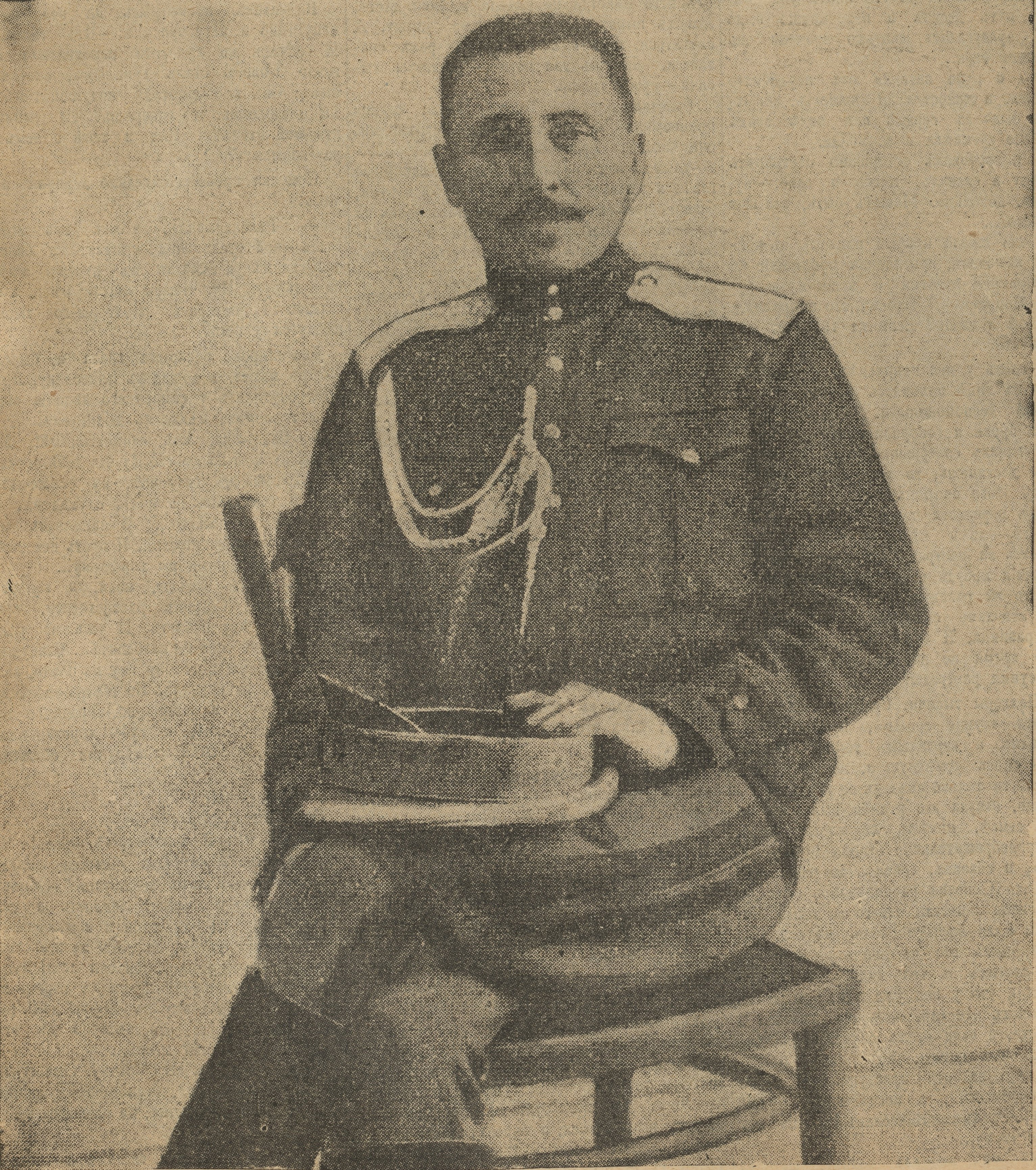
Tướng Vladimir Cheremisov, tư lệnh Phương diện quân Bắc, là một người thù địch Kerensky và nắm giữ nhiều binh sĩ dưới quyền ủng hộ Bolshevik. Tại Pskov, Cheremisov đã cản trở các nỗ lực chiêu mộ lính của Kerensky.

Sau khi tẩu thoát khỏi Petrograd trong Cách mạng Tháng Mười, Aleksandr Kerensky lên đường tìm kiếm binh lính ủng hộ ông chiếm lại thủ đô và không gặp may cho tới khi dừng chân tại Pskov vào 9 giờ sáng ngày 7 tháng 11 [lịch cũ ngày 25 tháng 10]. Tại thị trấn Gatchina trước đó, Kerensky đã suýt bị bắt bởi binh sĩ đồn trú thân Bolshevik.
Pskov bấy giờ là bản doanh của Phương diện quân Bắc dưới quyền Tướng Cheremisov. Tại đây, Kerensky gặp Tướng Pyotr Krasnov, tư lệnh Quân đoàn Kỵ binh 3, người mà trước đó từng tham gia chính biến Kornilov. Kerensky và Krasnov hiệp thương với nhau, tính đem quân về tái chiếm thủ đô mặc cho sự ngờ vực của chính ủy về lòng trung thành của một số binh sĩ thù Kerensky. Krasnov, vốn là người bảo hoàng và không có thiện cảm với Kerensky, vẫn tin tưởng rằng đông đảo binh sĩ của ông sẽ ủng hộ Kerensky chống lại Đảng Bolshevik.